# Новомиколаївка (Плодородненська сільська громада)
Новомикола́ївка — село в Україні, у Плодородненській сільській громаді Мелітопольського району Запорізької області. Населення становить 89 осіб. До 2017 року орган місцевого самоврядування — Мар'янівська сільська рада.

## Географія
Село Новомиколаївка розташоване за 0,5 км від села Мар'янівка.

## Історія
Село засноване 1921 року.
25 травня 2017 року, Мар'янівська сільська рада, в ході децентралізації, об'єднана з  Плодородненською сільською громадою.
19 липня 2020 року, в результаті адміністративно-територіальної реформи та ліквідації Михайлівського району, село увійшло до складу Мелітопольського району.